# 北川健太郎
北川 健太郎（きたがわ けんたろう、1959年〈昭和34年〉9月14日 - ）は、元検察官、弁護士（大阪弁護士会所属）。大阪高等検察庁次席検事や、最高検察庁刑事部長、大阪地方検察庁検事正等を務め、検事時代は「関西検察のエース」として名を馳せた。しかし、検事在任中に部下の女性に性的暴行を加えたことが発覚。現在裁判中である。

## 来歴
石川県出身。石川県立金沢泉丘高等学校卒業。金沢大学法文学部卒業。1982年に旧司法試験合格。1985年に最高裁判所司法研修所修了（37期）、検察官任官。1985年4月、東京地方検察庁検事。
1995年3月、在中国日本国大使館一等書記官（外務省出向）。
2009年10月に大阪地方検察庁刑事部長。2011年に大阪高等検察庁刑事部長。2012年8月に那覇地方検察庁検事正。
2013年に最高検察庁検事。2014年1月に大阪地方検察庁次席検事。2015年12月に大阪高等検察庁次席検事兼法務総合研究所大阪支所長。2017年に最高検察庁監察指導部長・刑事部長。
2018年2月から2019年11月まで大阪地方検察庁検事正を務めた。2019年11月に退官。
2020年に大阪弁護士会に弁護士登録、弁護士法人中央総合法律事務所オブカウンセル、ロイヤルホテル監査役、NCホールディングス取締役（監査等委員）、徳島市専門委員。2023年に国立大学法人神戸大学理事（非常勤）。
2024年、準強制性交の罪で逮捕・起訴される。

## 人物
検察官の頃は関西圏で勤務が長い「関西検察のエース」として知られた。
退官後は弁護士登録した。所属する法律事務所のホームページでは、「34年余りにわたる検事として得た捜査・公判、行政、組織マネジメント等の知識・経験を役立てられる業務を開拓してゆきたい」として、取扱業務としては「企業刑事法務、危機管理、コンプライアンス」が書かれている。
京都府相楽郡在住。
気さくな人柄で知られ、上下分け隔てなく親しく人に接し、「けんちゃん」と呼ばれ慕われた。その反面、脇の甘いところもあり、2000年高知地検から大阪高検に転勤するとき、地元の担当記者が送別会を催してくれた時、酔って妻が同席しているのをすっかり忘れ、女性記者との馴れ馴れしい姿を見せてしまい、お詫びに妻にブランドバックをプレゼントするなどのエピソードもある。

## 主な功績
- 大阪地方検察庁検事正であった2019年3月、犯罪被害者支援を目的に同地検と大阪弁護士会が協力し、犯罪被害者が検察による捜査段階から弁護士のサポートを受けることのできる取組みをスタートさせた[2]。
- 大阪地検検事正在任中、佐川宣寿元国税庁長官らを不起訴処分とした学校法人森友学園への国有地売却に関する決裁文書改ざん問題などの捜査を指揮した[7]。

## 不祥事
2024年6月25日午後、大阪高検が「北川を準強制性交容疑で通常逮捕した」と発表した。逮捕容疑について、大阪高検の小橋常和・次席検事は「被害者のプライバシーがある。特定につながることは一切差し控える」と繰り返し、時期や場所、被害者との関係性など内容の詳細を公表しなかった。同日、弁護士法人中央総合法律事務所代表の中務正裕は「本日付で北川健太郎弁護士とのオブカウンセル委嘱を解消した」とウェブサイトで報告した。
同年6月26日、逮捕容疑は「北川が検事正在任中、入居していた大阪市内の官舎で酒に酔った部下の女性に性的暴行をした疑いである」ことが、関係者への取材で分かった。同日、NCホールディングスは「6月27日に開催する定時株主総会で提案する予定だった北川を取締役に再任するとの議案を撤回する」と発表した。同日、大阪地裁は7月5日まで10日間の勾留を決めた。同年7月5日、大阪地裁は北川の勾留を10日間延長し、15日までとする決定をした。同年7月12日、大阪高検は北川を準強制性交罪で起訴した。同日に大阪高検の小橋常和が報道陣を集めて説明会を行い、事件概要を説明、捜査の経緯について「今年2月に女性から検察幹部に被害の相談があり、その後に明確な処罰意思が示されたことで4月から捜査を本格化させた。検察として隠蔽と言われるようなことは一切ない」と述べた。
初公判が同年10月25日、大阪地裁で始まり、北川被告は起訴事実を認め、罪状認否で「起訴事実を争うことはいたしません。被害者に深刻な被害を与えたことを反省し、謝罪したい」と述べた。
北川は酒に酔って抵抗できない状態だった部下の女性検事に性的暴行を加えた。事件当日、飲食店で女性らと検事正就任の懇親会を開いた後、酔って歩けない女性をタクシーに押し込んで官舎に連れ込み、性的暴行を加えた。目を覚ました女性に「これで俺の女だ」と述べ、性的暴行を続けたとされる。
同年12月10日、北川が次回公判で一転して無罪を主張することが分かった。女性はこれをうけ、「自己保身の塊で、被害者の気持ち、私の気持ちを1ミリも考えていない。本当に残念な人だと思う」とコメント。また、北川の弁護人は「女性が検事の職権を濫用し、個人的に裁判に利用する証拠を入手した疑いがある」などとして検察に調査を要望したが、女性はこれについても、「検察を通じて正式に提出された証拠であり、事実無根だ」と訴え、検察側にも説明を求めている。
2025年5月21日、被害者の女性検事が会見を開き、事件のおよそ1年後に北川元検事正から受け取った直筆の書面とする文書を公表した。書面では「あなたも属する大阪地検のため」などとして、被害を訴えないよう求めていた。